# شمس الحق
شمس الحق، كان سياسي بنغالي قاد لجنة برلمانية في الجمعية التأسيسية في باكستان للدعوة للاعتراف باللغة البنغالية خلال حركة اللغة البنغالية في الخمسينيات. وكان أيضًا الأمين العام الأول والثالث لرابطة عوامي، التي لعبت دورًا رئيسيًا في الحركة القومية البنغالية في الخمسينيات والستينيات.